# Barneholm
Barneholm ist eine seit Anfang der 2000er Jahre unbewohnte dänische Insel im Nakskovfjord, einer Nebenbucht des Großen Belts an der Westküste der Insel Lolland. Die Insel ist 10 Hektar groß und ihr höchster Punkt liegt zwei Meter über dem Meeresspiegel. Barneholm gehört zur Kirchspielsgemeinde (dän.: Sogn) Vestenskov Sogn, die bis 1970 zur Harde Lollands Sønder Herred im damaligen Maribo Amt gehörte, danach zur Rudbjerg Kommune im damaligen Storstrøms Amt, die mit der Kommunalreform zum 1. Januar 2007 in der Lolland Kommune in der Region Sjælland aufgegangen ist.